# Watts (Oklahoma)
Pour les articles homonymes, voir Watts (homonymie).
La ville de Watts est située dans le comté d’Adair, dans l’État de l’Oklahoma, aux États-Unis. Sa population s’élevait à 324 habitants lors du recensement de 2010, estimée à 310 habitants en 2017.

## Histoire
La localité a été nommée en hommage au chef cherokee John Watts, ou Kunokeski, mort en 1802.

## Démographie
| Groupe            | Watts | Oklahoma | États-Unis |
| ----------------- | ----- | -------- | ---------- |
| Blancs            | 58,6  | 72,2     | 72,4       |
| Amérindiens       | 30,3  | 8,6      | 0,9        |
| Métis             | 9,9   | 5,9      | 2,9        |
| Autres            | 1,2   | 13,3     | 23,8       |
| Total             | 100   | 100      | 100        |
|                   |       |          |            |
| Latino-Américains | 3,1   | 8,85     | 16,7       |

Selon l'American Community Survey pour la période 2011-2015, 91,50 % de la population âgée de plus de 5 ans déclare parler l'anglais à la maison, 4,08 % déclare parler l'espagnol, 3,06 % le cherokee et 1,36 % le tagalog.

## Source
- (en) Cet article est partiellement ou en totalité issu de l’article de Wikipédia en anglais intitulé « Watts, Oklahoma » (voir la liste des auteurs).

1. ↑  (en) « Watts, OK Population - Census 2010 and 2000 », sur censusviewer.com.
2. ↑  (en) « Population of Oklahoma - Census 2010 and 2000 », sur censusviewer.com.
3. ↑  (en) « Language spoken at home by ability to speak english for the population 5 years and over. Universe: Population 5 years and over. 2010-2014 American Community Survey 5-Year Estimates », sur factfinder.census.gov.